# Lynn Heritage State Park
Der Lynn Heritage State Park ist ein als Geschichtsmuseum konzipierter State Park im Stadtzentrum von Lynn im Bundesstaat Massachusetts der Vereinigten Staaten. Der ca. 4 Acres (1,7 ha) große Park wird vom Department of Conservation and Recreation (DCR) verwaltet und ist Teil des Metropolitan Park System of Greater Boston.

## Beschreibung
Im Besucherzentrum sind Exponate aus der industriellen Vergangenheit der Stadt ausgestellt, die insbesondere die Entwicklung des Schuhmacherhandwerks von ihren Anfängen bis zur Mechanisierung aufzeigen. Weitere Ausstellungsstücke erzählen die Geschichte des Ingenieurs und Erfinders Elihu Thomson, der unter anderem eine wesentliche Rolle bei der Gründung von General Electric spielte. Es gibt regelmäßige geführte Touren sowie die Möglichkeit, das Gelände auf eigene Faust zu erkunden.

## Geschichtlicher Hintergrund
Die Stadt Lynn wurde im Jahr 1629 gegründet und zog bereits früh Unternehmen der Leder- und Eisenindustrie an. Die Schuhproduktion begann 1635 mit handgefertigten Schuhen, die oftmals in den Wintermonaten zu Hause hergestellt wurden. Im Jahr 1750 brachte der walisische Immigrant John Adam Dagyr verbesserte Technologien mit in die Stadt, mit denen qualitativ hochwertige Damenschuhe produziert werden konnten. In den frühen 1800er Jahren war die Schuhindustrie bereits zu einem bedeutenden Wirtschaftszweig der Stadt geworden, der die gesamten USA über die nahegelegenen Seehäfen belieferte. Die in den 1850er Jahren aufkommende Mechanisierung schuf Arbeitsmöglichkeiten, die Arbeiter aus ganz Neuengland und später auch aus Europa anzog.
Im Jahr 1882 brachte Elihu Thomson das Geschäft mit der Elektrizität nach Lynn. Seine Experimente führten im Jahr 1892 schließlich zur gemeinsam mit Thomas Edison durchgeführten Gründung von General Electric. Die Schuhmacherei ging in den 1920er und 1930er Jahren mehr und mehr zurück, während General Electric weiter expandierte. Während des Zweiten Weltkriegs wurde in Lynn unter strengster Geheimhaltung das erste Düsentriebwerk der Vereinigten Staaten gebaut. Diese und weitere Geschichten werden von den Exponaten im Besucherzentrum anschaulich dargestellt und erlebbar gemacht.